# Julius Brown
Julius Brown (ur. 15 lipca 1993 w Markham) – amerykański koszykarz, występujący na pozycji rozgrywającego.
10 września 2015 został zawodnikiem zespołu AZS Koszalin.

## Osiągnięcia
Stan na 22 stycznia 2018, na podstawie, o ile nie zaznaczono inaczej.
NCAA
- Najlepszy pierwszoroczny zawodnik sezonu konferencji Mid-American (MAC – 2012)
- Zaliczony do:
  - I składu:
    - MAC (2014, 2015)
    - turnieju MAC (2014)
    - najlepszych pierwszorocznych zawodników MAC (2012)

  - III składu MAC (2013)
- Uczestnik:
  - meczu gwiazd Reese's College (2015)
  - turnieju Portsmouth Invitational (2015)
- Lider Konferencji Mid-American w:
  - skuteczności rzutów wolnych (2015)[3]
  - asystach (2014)[4]